# موش کیسه‌دار استوارت
موش کیسه‌دار استوارت (نام علمی: Antechinus stuartii) گونه‌ای کیسه‌دار ریزجثه و گوشت‌خوار از تیره ستبردمان است که در جنوب شرقی استرالیا زندگی می‌کند.
طول بدن این پستاندار میان ۹٫۵ تا ۱۱ سانتی‌متر و دمش میان ۱۰ تا ۱۲ سانتی‌متر است.